# Југославија на параолимпијским играма
Југославија на параолимпијским играма први пут је учествовала 1972. године у Хајделбергу. Југословенски параолимпијци се нису такмичили на Љетњим праолимпијским играма 1976. године, али су учествовали на уводним Зимским параолимпијским играма те године у Ерншелдсвику. Након тога су учествовали и на Зимским и на Љетњим параолимпијским играма 1980, 1984. и 1988. године.
Послије распада Југославије, Међународни параолимпијски комитет није одмах признао проглашење Савезне Републике Југославије као државе насљеднице која уједињује Србију и Црну Гору. У складу са Резолуцијом 757 Савјета безбиједности Уједињених нација, Југославији је забрањено такмичење на Љетњим играма 1992. године као националној делегацији. Умјесто тога, југословенски спортисти су се такмичили као независни параолимпијски учесници. Југославија је након тога призната и такмичила се на Љетњим играма 1996. године. Одсутна са Зимских игара 1998. године, свој коначни наступ под именом „Југославија” имала је на Љетњим параолимпијским играма 2000. године, прије него што се такмичила као Србија и Црна Гора на Љетњим играма 2004. године. Раскол у унији Србије и Црне Горе 2006. године довео је до тога да се Србија и Црна Гора од тада на параолимпијским играма такмиче одвојено.
Иако Југославија никада није била домаћин параолимпијских игара, организовала је прво такмичење у скијању особа са инвалидитетом као олимпијски показни догађај када је била домаћин Зимских олимпијских игара 1984. у Сарајеву.
Југословенски спортисти освојили су укупно 76 медаља на параолимпијским играма, од чега 75 на Љетњим играма. 21 од њих су биле златне медаље (све на Љетњим играма).

## Временска линија учешћа на параолимпијским играма
| Нација              | Код | Прве игре | Последње игре |
| ------------------- | --- | --------- | ------------- |
| СФРЈ                | YUG | 1972      | 1988          |
| Хрватска            | CRO | 1992      |               |
| Словенија           | SLO | 1992      |               |
| Независни учесници  | IOP | 1992      | 1992          |
| Босна и Херцеговина | BIH | 1996      |               |
| Македонија          | MKD | 1996      |               |
| СР Југославија      | YUG | 1996      | 2000          |
| Србија и Црна Гора  | SCG | 2004      | 2004          |
| Црна Гора           | MNE | 2008      |               |
| Србија              | SRB | 2008      |               |

## Табеле медаља

### Медаље на Љетњим играма
| Игре            | Злато | Сребро | Бронза | Укупно |
| 1972 Хајделберг | 1     | 1      | 2      | 4      |
| 1980 Арнем      | 4     | 5      | 9      | 18     |
| 1984 Њујорк     | 11    | 9      | 11     | 31     |
| 1988 Сеул       | 3     | 4      | 10     | 17     |
| 1996 Атланта    | 2     | 2      | 0      | 4      |
| 2000 Сиднеј     | 0     | 1      | 0      | 1      |
| Укупно          | 21    | 22     | 32     | 75     |

### Медаље на Зимским играма
| Игре             | Злато | Сребро | Бронза | Укупно |
| 1976 Ерншелдсвик | 0     | 0      | 0      | 0      |
| 1980 Гејло       | 0     | 0      | 0      | 0      |
| 1984 Инзбрук     | 0     | 0      | 1      | 1      |
| 1988 Инзбрук     | 0     | 0      | 0      | 0      |
| Укупно           | 0     | 0      | 1      | 1      |

## Носиоци медаља

### Љетње игре
| Медаља | Име                                  | Игре                         | Спорт       |
| ------ | ------------------------------------ | ---------------------------- | ----------- |
| Злато  | Ситар                                | 1972 Хајделберг              | Атлетика    |
| Сребро | Милка Милинковић                     | 1972 Хајделберг              | Атлетика    |
| Бронза | Јозе Окорен                          | 1972 Хајделберг              | Атлетика    |
| Бронза | Милка Милинковић                     | 1972 Хајделберг              | Атлетика    |
| Злато  | Јозеф Банфи                          | 1980 Арнем                   | Пливање     |
| Злато  | Јозеф Банфи                          | 1980 Арнем                   | Пливање     |
| Злато  | Светислав Димитријевић               | 1980 Арнем                   | Стони тенис |
| Злато  | Светислав Димитријевић Франц Шимунић | 1980 Арнем                   | Стони тенис |
| Сребро | Јозе Окорен                          | 1980 Арнем                   | Атлетика    |
| Сребро | Роко Микелин                         | 1980 Арнем                   | Пливање     |
| Сребро | Роко Микелин                         | 1980 Арнем                   | Пливање     |
| Сребро | Роко Микелин                         | 1980 Арнем                   | Пливање     |
| Сребро | Франц Шимунић                        | 1980 Арнем                   | Стони тенис |
| Бронза | Мирослав Јанчић                      | 1980 Арнем                   | Атлетика    |
| Бронза | Марјан Петернељ                      | 1980 Арнем                   | Атлетика    |
| Бронза | Фрањо Излакар                        | 1980 Арнем                   | Атлетика    |
| Бронза | Милка Милинковић                     | 1980 Арнем                   | Атлетика    |
| Бронза | Милка Милинковић                     | 1980 Арнем                   | Атлетика    |
| Бронза | Роко Микелин                         | 1980 Арнем                   | Пливање     |
| Бронза | Вангел Забев                         | 1980 Арнем                   | Пливање     |
| Бронза | Вангел Забев                         | 1980 Арнем                   | Пливање     |
| Бронза | Мушки одбојкашки тим                 | 1980 Арнем                   | Одбојка     |
| Злато  | Руди Коцмут                          | / 1984 Стоук Мендевил/Њујорк | Атлетика    |
| Злато  | Анте Пехар                           | / 1984 Стоук Мендевил/Њујорк | Атлетика    |
| Злато  | Анте Пехар                           | / 1984 Стоук Мендевил/Њујорк | Атлетика    |
| Злато  | Жељко Дерета                         | / 1984 Стоук Мендевил/Њујорк | Атлетика    |
| Злато  | Марјан Петернељ                      | / 1984 Стоук Мендевил/Њујорк | Атлетика    |
| Злато  | Фрањо Излакар                        | / 1984 Стоук Мендевил/Њујорк | Атлетика    |
| Злато  | Мирослав Јанчић                      | / 1984 Стоук Мендевил/Њујорк | Атлетика    |
| Злато  | Милка Милинковић                     | / 1984 Стоук Мендевил/Њујорк | Атлетика    |
| Злато  | Симо Кецман                          | / 1984 Стоук Мендевил/Њујорк | Стрељаштво  |
| Злато  | Мушки тим са штафетом                | / 1984 Стоук Мендевил/Њујорк | Пливање     |
| Злато  | Франц Симонић                        | / 1984 Стоук Мендевил/Њујорк | Стони тенис |
| Сребро | Рамон Оџаковић                       | / 1984 Стоук Мендевил/Њујорк | Атлетика    |
| Сребро | Рамон Оџаковић                       | / 1984 Стоук Мендевил/Њујорк | Атлетика    |
| Сребро | Слободан Аџић                        | / 1984 Стоук Мендевил/Њујорк | Атлетика    |
| Сребро | Слободан Аџић                        | / 1984 Стоук Мендевил/Њујорк | Атлетика    |
| Сребро | Мирослав Јанчић                      | / 1984 Стоук Мендевил/Њујорк | Атлетика    |
| Сребро | Жељко Дерета                         | / 1984 Стоук Мендевил/Њујорк | Атлетика    |
| Сребро | Рефија Окић                          | / 1984 Стоук Мендевил/Њујорк | Атлетика    |
| Сребро | Милка Милинковић                     | / 1984 Стоук Мендевил/Њујорк | Атлетика    |
| Сребро | Јозеф Банфи                          | / 1984 Стоук Мендевил/Њујорк | Пливање     |
| Бронза | Слободан Аџић                        | / 1984 Стоук Мендевил/Њујорк | Атлетика    |
| Бронза | Марјан Петернељ                      | / 1984 Стоук Мендевил/Њујорк | Атлетика    |
| Бронза | Д. Лапорник                          | / 1984 Стоук Мендевил/Њујорк | Атлетика    |
| Бронза | Мушки голбол тим                     | / 1984 Стоук Мендевил/Њујорк | Голбол      |
| Бронза | Роко Микелин                         | / 1984 Стоук Мендевил/Њујорк | Пливање     |
| Бронза | Јозеф Банфи                          | / 1984 Стоук Мендевил/Њујорк | Пливање     |
| Бронза | Роко Микелин                         | / 1984 Стоук Мендевил/Њујорк | Пливање     |
| Бронза | Бригита Галчић                       | / 1984 Стоук Мендевил/Њујорк | Пливање     |
| Бронза | З. Гајић                             | / 1984 Стоук Мендевил/Њујорк | Стони тенис |
| Бронза | Илија Ђурашиновић                    | / 1984 Стоук Мендевил/Њујорк | Стони тенис |
| Бронза | З. Гајић                             | / 1984 Стоук Мендевил/Њујорк | Стони тенис |
| Злато  | Милка Милинковић                     | 1988 Сеул                    | Атлетика    |
| Злато  | Нада Вукашиновић                     | 1988 Сеул                    | Атлетика    |
| Злато  | Мушки голбол тим                     | 1988 Сеул                    | Голбол      |
| Сребро | Рудолф Коцмут                        | 1988 Сеул                    | Атлетика    |
| Сребро | Ружица Алексов                       | 1988 Сеул                    | Стрељаштво  |
| Сребро | Данијел Павлинец                     | 1988 Сеул                    | Пливање     |
| Сребро | Светислав Димитријевић               | 1988 Сеул                    | Пливање     |
| Бронза | Слободан Аџић                        | 1988 Сеул                    | Атлетика    |
| Бронза | Слободан Аџић                        | 1988 Сеул                    | Атлетика    |
| Бронза | Анте Пехар                           | 1988 Сеул                    | Атлетика    |
| Бронза | Жељко Дерета                         | 1988 Сеул                    | Атлетика    |
| Бронза | Милорад Николић                      | 1988 Сеул                    | Атлетика    |
| Бронза | Марјан Петернељ                      | 1988 Сеул                    | Атлетика    |
| Бронза | Рефија Окић                          | 1988 Сеул                    | Атлетика    |
| Бронза | Рефија Окић                          | 1988 Сеул                    | Атлетика    |
| Бронза | Данијел Павлинец                     | 1988 Сеул                    | Пливање     |
| Бронза | Роко Микелин                         | 1988 Сеул                    | Пливање     |
| Злато  | Ружица Алексов                       | 1996 Атланта                 | Стрељаштво  |
| Злато  | Златко Кеслер                        | 1996 Атланта                 | Стони тенис |
| Сребро | Ружица Алексов                       | 1996 Атланта                 | Стрељаштво  |
| Сребро | Ненад Кришановић                     | 1996 Атланта                 | Пливање     |
| Сребро | Златко Кеслер                        | 2000 Сиднеј                  | Стони тенис |

### Зимске игре
| Медаља | Име         | Игре         | Спорт          |
| ------ | ----------- | ------------ | -------------- |
| Бронза | Франц Комар | 1984 Инзбрук | Аплско скијање |